# Waitstill und Martha Sharp
Martha und Waitstill Sharp aus Wellesley, Massachusetts, wurden von Yad Vashem, der Gedenkstätte der Märtyrer und Helden des Staates Israel im Holocaust, als Gerechte unter den Völkern ausgezeichnet. Während des Zweiten Weltkriegs verhalfen sie hunderten Menschen zur Flucht vor den Nationalsozialisten.

## Leistungen

### Tätigkeit in Prag
Infolge des Münchner Abkommens vom September 1938 wurden Hitler von Großbritannien, Frankreich und Italien Gebiete der Tschechoslowakei, das so genannte Sudetenland, zugestanden, was den Flüchtlingsstrom, bestehend aus Dissidenten, Juden und anderen Flüchtlingen aus Deutschland und Österreich, noch verstärkte. Waitstill Sharp (1902–1984), ein Pastor der unitarischen Glaubensgemeinschaft, und seine Frau Martha (1905–1999), eine erfahrene Sozialarbeiterin, machten sich am 4. Februar 1939 auf den Weg, um Prager Unitarier, aber auch viele andere Menschen, bei der Flucht nach London, Paris oder Genf zu unterstützen. Ihre Entscheidung, nach Europa zu reisen, fiel ihnen nicht leicht; schließlich mussten sie ihre zwei kleinen Kinder in die Obhut von Freunden bzw. der Gemeinde geben.
In Prag angekommen, registrierten sie Flüchtlinge, hielten Kontakt mit diplomatischen Botschaften, trieben ihnen Stipendien und Arbeitsstellen im Ausland auf und organisierten trotz vieler bürokratischer Hürden die Flucht vieler Menschen. In einem Fall begleitete Martha 35 Flüchtlinge, darunter Journalisten, politische Führer und zwei Kinder, deren Eltern Selbstmord begangen hatten, nach England. In einem weiteren Fall konnte sie in Kooperation mit der britischen Organisation „Movement for the Care of Children from Germany“ Kindern die Flucht ermöglichen.
Im Zusammenhang mit der German Jewish Children’s Aid (GJCA), die seit 1934 jüdischen Kindern bis zu 16 Jahren zur Einreise in die USA verhalf, werden die Sharps als wichtige Unterstützer dieser in New York ansässigen Organisation genannt.
In der Nacht vom 14. auf 15. März 1939, kurz bevor die deutsche Wehrmacht Prag besetzte, vernichteten die Sharps alle Unterlagen und flohen. Waitstill Sharp nutzte eine Konferenz in der Schweiz zur Flucht, und Martha Sharp floh eine Woche später, nur einen Tag vor ihrer von der Gestapo geplanten Festnahme, nach Paris, von wo aus die beiden in ihre Heimat zurückkehrten.

### Tätigkeit in Lissabon
In ihrer Heimat fand das Ehepaar Sharp die Einwanderungspolitik der Vereinigten Staaten unverständlich. Zwischen 1940 und 1945, als die Not am größten war, wurden für Juden nur 35.000 Visa ausgestellt, im Zeitraum von 1933 bis 1940 waren 90.000 in die USA emigriert. Gründe für dieses Verhalten waren Einwanderungsbeschränkungen der USA, Ausreiseverbote von Seiten der Deutschen und Probleme während des Krieges, so viele Menschen in die USA zu transportieren.
Im Mai 1940 wurde das Paar von der unitarischen Kirche gebeten, in Paris eine Außenstelle zu errichten. Der deutsche Einmarsch in Frankreich kam ihnen jedoch zuvor; deshalb richteten sie ihr Büro in Lissabon ein. In Zusammenarbeit mit vielen Personen und Organisationen, zum Beispiel einem weiteren Büro der unitarischen Kirche im nicht besetzten Marseille, ermöglichten sie in dieser Zeit Tausenden von Menschen die Flucht, insbesondere politischen Flüchtlingen, die sich gegen den Nationalsozialismus in Deutschland oder die Franco-Diktatur in Spanien ausgesprochen hatten, sowie Akademikern, Wissenschaftern und Intellektuellen. So gelang beispielsweise die Flucht des deutschen Schriftstellers Lion Feuchtwanger, des Medizin-Nobelpreisträgers Otto Meyerhof und des österreichischen Schriftstellers Franz Werfel.

## Auszeichnung als Gerechte unter den Völkern
Der Titel „Gerechte unter den Völkern“ wurde vom Staat Israel, vertreten durch die Gedenkstätte Yad Vashem, 1963 ins Leben gerufen, um Nichtjuden zu ehren, die während der Shoah (NS-Judenvernichtung) ihr Leben aufs Spiel setzten, um Juden aus dem Machtbereich des NS-Regimes zu retten. 2006 erhielt das Ehepaar diesen Titel als Anerkennung für seine Leistungen. Martha Sharp ist die erste Frau aus den USA, die diesen Titel erhielt. Außer dem Ehepaar Sharp ist nur ein weiterer US-Amerikaner, Varian Fry, Träger dieser Auszeichnung.

## Filmdokumentation
- Ken Burns, Artemis Joukowsky (Regie): Defying the Nazis: The Sharps' War. USA, 2016